# Edvinas Girdvainis
Edvinas Girdvainis (ur. 17 stycznia 1993 w Kłajpedzie) – litewski piłkarz grający na pozycji obrońcy.

## Kariera klubowa
Jest wychowankiem Nacionalinė Futbolo Akademija. W październiku 2010 trafił do Calcio Padova. W lipcu 2012 podpisał trzyletni kontrakt z Ekranasem Poniewież. W lipcu 2014 przeszedł do Marbella FC, z którą podpisał dwuletni kontrakt. W czerwcu 2016 podpisał trzyletni kontrakt z Piastem Gliwice. W polskim klubie zadebiutował 2 lipca 2016 w zremisowanym 1:1 sparingu z Rakowem Częstochowa. Debiut Litwina w Ekstraklasie miał miejsce 17 lipca 2016 w przegranym 1:5 meczu z Cracovią. W lipcu 2017 został wypożyczony na sezon do Tomu Tomsk. W lipcu 2018 podpisał roczny kontrakt z Hapoelem Tel Awiw, jednakże nie wystąpił w ani jednym spotkaniu i miesiąc później podpisał roczną umowę z Keşlə Baku. W czerwcu 2019 przeszedł do FK RFS. W styczniu 2020 podpisał półtoraroczny kontrakt z KFC Uerdingen 05.

## Kariera reprezentacyjna
W reprezentacji Litwy zadebiutował 23 marca 2016 w przegranym 0:1 meczu z Rumunią.

## Osiągnięcia
- Mistrzostwo Litwy (1): 2012